# Parti démocrate de l'Illinois
Le Parti démocrate de l'Illinois ou Illinois Democratic Party est une branche locale du parti démocrate américain dans l'Illinois. Il est dirigé par Elizabeth Hernandez depuis le 30 juillet 2022.
En 1992, Carol Moseley-Braun est devenu la première femme afro-américaine élue au sénat des États-Unis.
Un second afro-américain Barack Obama est élu en 2004 au sénat et quatre ans plus tard à la Présidence des États-Unis. Le parti dispose d'une large majorité dans les deux assemblées de l'Illinois. Depuis 2006, les Démocrates contrôlent la totalité des postes exécutif de l'État.
Le Parti démocrate de l'Illinois est l'un des trois seuls partis politiques légalement "établi" en Illinois avec le Parti républicain de l'Illinois et le Parti vert de l'Illinois.